# Кубок домашних наций 1900
Кубок домашних наций 1900 (англ. 1900 Home Nations Championship — Чемпионат домашних наций 1900) — 18-й в истории регби Кубок домашних наций, прародитель современного регбийного Кубка шести наций. Турнир прошёл с января по март. Единоличным чемпионом Кубка домашних наций во 2-й раз в своей истории стал Уэльс, завоевавший и во второй раз Тройную корону.

## Итоговая таблица
| Место | Сборная   | Игры    | Игры   | Игры  | Игры      | Очки в матчах | Очки в матчах | Очки в матчах | Очки в турнире |
| Место | Сборная   | Сыграно | Победы | Ничьи | Проигрыши | Забито        | Пропущено     | Разница       | Очки в турнире |
| ----- | --------- | ------- | ------ | ----- | --------- | ------------- | ------------- | ------------- | -------------- |
| 1     | Уэльс     | 3       | 3      | 0     | 0         | 28            | 6             | +22           | 6              |
| 2     | Англия    | 3       | 1      | 1     | 1         | 18            | 17            | +1            | 3              |
| 3     | Шотландия | 3       | 0      | 2     | 1         | 3             | 12            | −9            | 2              |
| 4     | Ирландия  | 3       | 0      | 1     | 2         | 4             | 18            | −14           | 1              |

## Сыгранные матчи
- 6 января 1900, Глостер: Англия 3:13 Уэльс
- 27 января 1900, Суонси: Уэльс 12:3 Шотландия
- 3 февраля 1900, Ричмонд: Англия 15:4 Ирландия
- 24 февраля 1900, Дублин: Ирландия 0:0 Шотландия
- 10 марта 1900, Эдинбург: Шотландия 0:0 Англия
- 17 марта 1900, Белфаст: Ирландия 0:3 Уэльс